# Espirdo (kommunhuvudort)
Espirdo är en kommunhuvudort i Spanien.   Den ligger i provinsen Provincia de Segovia och regionen Kastilien och Leon, i den centrala delen av landet, 70 km norr om huvudstaden Madrid. Espirdo ligger 1 069 meter över havet och antalet invånare är 422.
Terrängen runt Espirdo är platt åt nordväst, men åt sydost är den kuperad.Runt Espirdo är det ganska tätbefolkat, med 108 invånare per kvadratkilometer. Närmaste större samhälle är Segovia, 6,7 km sydväst om Espirdo. Trakten runt Espirdo består till största delen av jordbruksmark.